# 太平洋鐵木
太平洋铁木（学名：Intsia bijuga ），通称印茄木、双对叶印茄、四叶印茄等，为豆科印茄属的一种，原产于印度太平洋。分布范围从东非的坦桑尼亚、马达加斯加、经印度、东南亚、澳大利亚昆士兰到斐济和萨摩亚等太平洋岛屿。本种可高达50米（160英尺），板根高大。生长于红树林中。相比巨港印茄木（Intsia palembanica），本种有更少的小叶。

## 使用
本种的树皮和叶子是传统药物。其木材也非常耐用、能抗白蚁，是珍贵的地板建材，也能提取染料。其木纹以具有金色斑点而著称。
由于过度砍伐，本种在东南亚多地濒危，甚至在一些地区几乎灭绝。中国是本木最大的进口国，2008年夏季奥运会期间，中国就大量进口本木。本种也常以不同的名称在欧美市场销售，主要充作地板材料。合法及非法的木材厂均参与采伐。

## 非法采伐
据绿色和平组织称，由于中国的进口规定比较宽松，使大量非法砍伐得来的太平洋铁木得以进入中国。绿色和平组织也将宣传目标锁定在西方国家的用户，试图停止本木的贸易。绿色和平组织声称，按照2007年的砍伐速度，本树种将在35年内灭绝。
2008年，新西兰曾尝试阻止进口本木材，然而当地零售商对是否禁售本木存在分歧，时任农林部部长Jim Anderton不支持禁令，主张应让消费者自行选择。

## 象征
本种在美国关岛称为“ifit”，是当地的官方树。

## 保护现状
虽然本种的生存区域广阔，区域国家也对采伐进行规范与重植，但由于存在破法采伐与森林面积萎缩，使本种的种群预期减少，国际自然保护联盟濒危物种红色名录曾在1998年一度将本种评为易危，2020年重新评估后调降为近危，但表示其情况仍近于易危，尤其太平洋群岛种群的采伐仍过度，需持续地关注。

## 相关书目
- Hyland, B. P. M.; Whiffin, T.; Zich, F. A.;  et al. . Australian Tropical Rainforest Plants. Edition 6.1, online version [RFK 6.1]. Cairns, Australia: Commonwealth Scientific and Industrial Research Organisation（CSIRO）. 2010-12  [16 Mar 2013].
- Sze Pang Cheung.  (PDF). Greenpeace International, Amsterdam. 17 April 2007  [2019-08-27]. （原始内容存档 (PDF)于2016-03-04）.
- Sihite, Jamartin.  (PDF). The Nature Conservancy. August 2005  [2019-08-27]. ISBN 978-979-97700-3-5. （原始内容 (PDF)存档于2011-09-30）.